# Авриль, Жан-Жак
 Жан-Жак Авриль  (фр. Jean-Jacques Avril; 1744—1831) — французский гравёр.
Первоначально изучал архитектуру, затем гравёрное дело у Иоганна Георга Вилле. Работал в Париже. Автор около 540 гравюр, в том числе весьма масштабных. Среди них работы по знаменитым картинам Рафаэля, Рубенса, Пуссена. Жан-Жак Авриль умер в Париже 1831 года, в возрасте 87 лет.

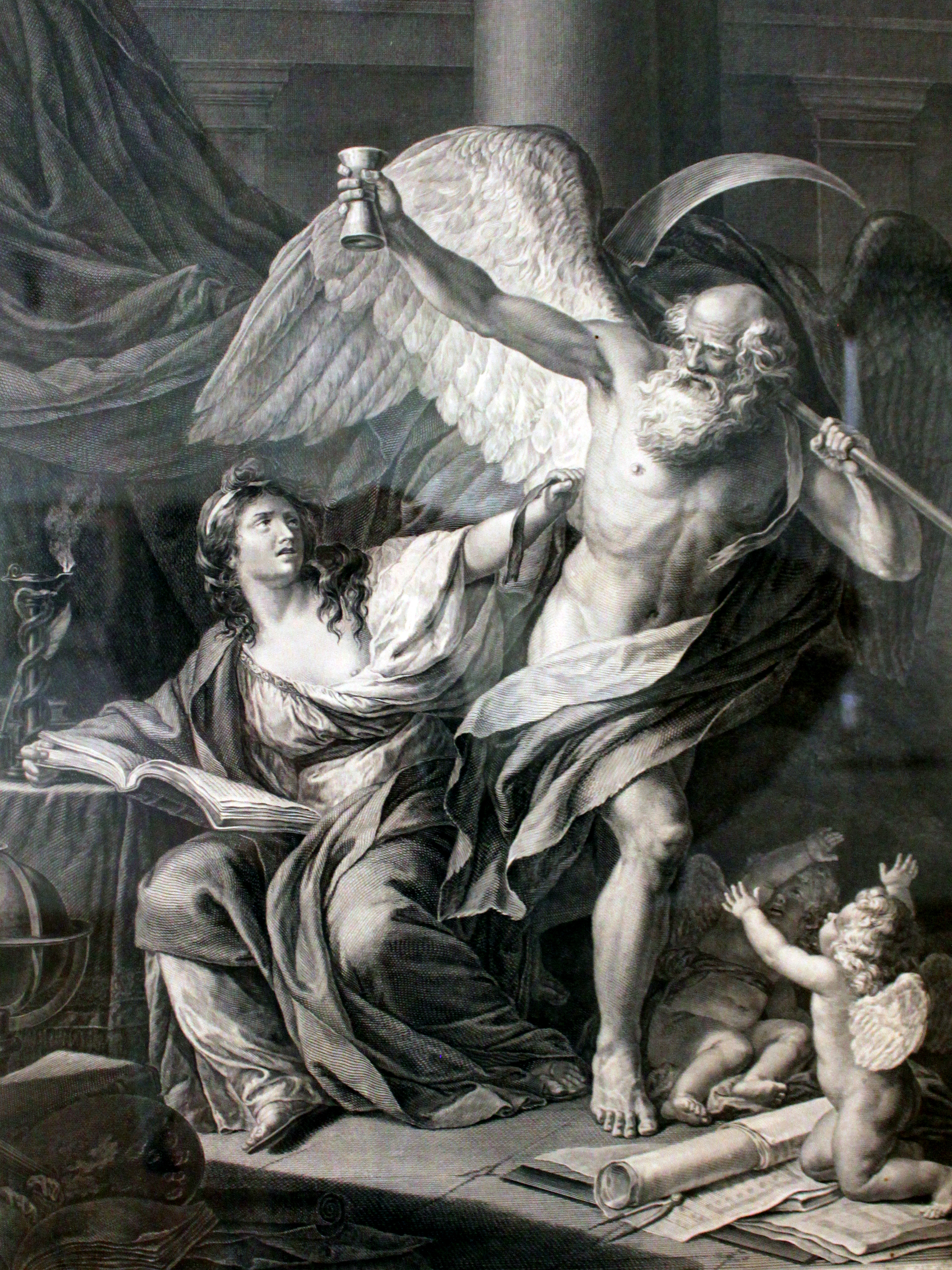
Жан-Жак Авриль. Знание останавливает Время, Национальный музей искусств Азербайджана